# Kostići (Bijelo Polje)
Pour les articles homonymes, voir Kostići.
Kostići (en serbe cyrillique: Костићи) est un village du nord-est du Monténégro, dans la municipalité de Bijelo Polje. Selon le recensement de 2003, le village comptait 321 habitants.

## Démographie

### Évolution historique de la population[1]
| 1948 | 1953 | 1961 | 1971 | 1981 | 1991 | 2003 |
| ---- | ---- | ---- | ---- | ---- | ---- | ---- |
| 313  | 349  | 452  | 511  | 518  | 391  | 321  |